# Епоха на животните
„Епоха на животните“ (на немски: Konferenz der Tiere) е германски компютърно-анимационен филм от 2010 г. Режисиран е от Райнхард Клаус и Хоглер Тап. Сценаристите са Оливър Хузли, Ерих Кестнер и Райнхард Клос. Продуциран е от Хоглер Тап. Филмът излиза на екран от Германия от 7 октомври 2010 г.